# 济宁天主教堂
济宁河宴門聖若瑟天主堂隶属于天主教兖州教区，教區主教為若望呂培森主教，現任神父為孫建波神父。

## 历史
济宁天主教堂始建于1891年（清光绪17年）。当时由安治泰主教和圣福若瑟神父在济宁东关建了一座房屋宅基，两间东屋作圣堂使用，奉大聖若瑟為主保，命名为“圣若瑟天主堂”，此外还有南屋北屋十余间，作为神父，修女的宿舍和福传场所。時任本堂神父赵凤昌负责教务。圣家会修女王锡安开办了医疗诊所，在城乡各地颇有声望，她担任当时的院长。王修女擅长治疗妇科和小儿科的各种疾病，受到人們的赞扬，因此王修女被选为人大代表和妇联代表。
王锡安修女逝世后，原来在济宁草桥口医院工作的贾德良，薛广秀，岳宝珍三位圣神会修女，在政府接管草桥口医院以后，于1994年，搬迁到河宴门天主堂内居住。（上述资料参考《济宁天主教文史资料》）

## 现状
因教务发展，赵凤昌神父调到聊城天主堂，2003年3月，郭福德神父由济宁李堂教堂调到河宴门教堂任神父。2012年，郭福德神父退休，由孫建波神父任神父。现今的建筑是于1997年重建的，占地1.5亩，教堂建筑面积970平方米，附属房屋690平方米，累计建筑面积1600平方米。
堂区共有教友三百多人，本堂神父孫建波，聽告解及平日彌撒由郭福德神父負責。服務修女來自圣家會。堂区在2012年恢复了传统拉丁弥撒。
5月~9月：平日弥撒6:00 主日弥撒8:00 传统拉丁弥撒 周日15:30  
10月~次年4月：平日弥撒6:30 主日弥撒8:30~10:00 传统拉丁弥撒 周日15:00